# Бранислав Ристивојевић
Бранислав Ристивојевић (Нови Сад, 10. октобар 1972) српски је универзитетски професор, правник и политичар. Ристивојевић је бивши декан и шеф катедре за кривично право Правног факултета Универзитета у Новом Саду.

## Биографија
Дипломирао је на Правном факултету у Новом Саду 1996. године, као студент генерације. Магистрирао је на Правном факултету у Новом Саду одбранивши рад с темом „Командна одговорност у међународном кривичном праву – одговорност за радње потчињеног“. Докторирао је одбранивши дисертацију „Злочини против човечности са гледишта кривичног права“ 2006. године на Правном факултету Универзитета у Београду.
За асистента-приправника за наставни предмет Кривично право изабран је 1997. године. За доцента је изабран 2007. године, а за ванредног професора 2012. године. Био је председник Комисије за признавање страних високошколских исправа и назива из надлежности Правног факултета, а од 2015. године налазио се на функцији продекана за финансије на Правном факултету Универзитета у Новом Саду.
Бранислав Ристивојевић је 2018. године преузео је дужност декана Правног факултета у Новом Саду.
У два мандата је био саветник премијера за правна питања, народни посланик у Народној Скупштини Републике Србије, председник законодавног одбора Народне скупштине и председник одбора за правосуђе Народне скупштине.
Аутор је више од тридесет научних и стручних радова, као и четири монографије. Учесник је два међународна конгреса, по позиву: Рига (Летонија) 1997. и Атина (Грчка) 2000. године. Од 2008. године обављао је функцију продекана за науку. Област његовог интересовања су: међународно кривично право, трговина људима.
Повереница за заштиту равноправности је током 2017 године против Ристивојевића поднела тужбу у парничном поступку за заштиту од дискриминације, због наводне дискриминације жена и ЛГБТ+ особа коју је Ристивојевић извршио путем објављеног електронског документа. Апелациони суд у Новом Саду је пресудом одбио тужбени захтев Поверенице против Ристивојевића, која пресуда је потврђена у поступку по ревизији.

## Одабрана дела
- Ристивојевић, Бранислав (2003). „Најзначајније измене општег дела КЗ СРЈ у Предлогу закона о изменама и допунама КЗ СРЈ”. Српско удружење за кривично право, Београд.
- Ристивојевић, Бранислав (2010). „„Ново законодавно решење условног отпуста у светлу упоредног кривичног права“”. Реформа кривичног правосуђа: тематски зборник радова.
- Ристивојевић, Бранислав (2012). „О пореклу начела у циљном (телеолошком) тумачењу у кривичном праву” (PDF). Зборник радова Правног факултета у Новом Саду. XLVI br. 4: 241—256. Архивирано из оригинала (PDF) 04. 12. 2021. г. Приступљено 05. 12. 2018.
- Ристивојевић, Бранислав (2014). „O OPRAVDANOSTI UKIDANJA UVREDE I KLEVETE: KRIMINALNA (NE)POLITIKA SRPSKOG ZAKONODAVCA” (PDF). Зборник радова Правног факултета у Новом Саду. XLVIII br. 1: 153–174. Архивирано из оригинала (PDF) 29. 11. 2021. г. Приступљено 05. 12. 2018.
- Ристивојевић, Бранислав (2015). „Недостаци легислативно-техничког обликовања пристанка повређеног код трговине људима: да ли Палермо протокол забрањује проституцију?” (PDF). Зборник радова Правног факултета у Новом Саду. XLIX br. 1: 133–147. Архивирано из оригинала (PDF) 27. 11. 2021. г. Приступљено 05. 12. 2018.
- Ристивојевић, Бранислав (2009). „Тумачење кривично правне норме према обиму проширујуће и сужавајуће (екстензивно и рестриктивно) тумачење”. Ревија за криминологију и кривично право. br. 2.
- Ристивојевић, Бранислав (2015). „Истина као главна жртва англоамериканизације домаћег кривичног права: Дарвинов расад у српској шуми“, 55. саветовање „Суђење у разумном року и други кривичноправни инструменти адекватности државне реакције на криминалитет“, Златибор”. Српско удружење за кривичноправну теорију и праксу.
- Ристивојевић, Бранислав (2009). „Употреба метода тумачења у кривичном праву”. Зборник радова Правног факултета у Новом Саду. XLIII br. 2: 345–380.
- Ристивојевић, Бранислав (2012). „„Актуелна питања садашњег стања материјалног кривичног законодавства Србије“, 49. саветовање „Актуелна питања кривичног законодавства: (нормативни и практични аспект)“, Златибор”. Српско удружење за кривичну теорију и праксу.
- Ристивојевић, Бранислав (2013). „„’Пунитивни популизам’ српског законодавца – критичка анализа тзв. Маријиног закона“, 50. саветовање „Нова решења у казненом законодавству Србије и њихова практична примена“, Златибор,”. Српско удружење за кривичноправну теорију и праксу.